# 築地徹浩
築地 徹浩（つきじ てつひろ、1954年10月16日 - ） は、日本の機械工学者。専門は流体工学、油圧工学。

## 人物・経歴
1973年福岡県立修猷館高等学校を経て、1978年上智大学理工学部機械工学科を卒業。1983年同大大学院理工学研究科機械工学専攻、博士後期課程を修了（工学博士）。
1983年上智大学助手となり、1985年より1986年までウィスコンシン大学マディソン校で研究。1990年足利工業大学（現・足利大学）工学部助教授を経て、1997年同教授に就任。
1999年上智大学理工学部機械工学科教授に就任。2008年同機能創造理工学科教授となる。2014年4月理工学部長・大学院理工学研究科委員長に就任。2020年3月退職、名誉教授となる。
2014年6月より2016年5月まで日本フルードパワーシステム学会会長を務めた。